# Cantón de Campagne-lès-Hesdin
El cantón de Campagne-lès-Hesdin era una división administrativa francesa, que estaba situada en el departamento de Paso de Calais y la región de Norte-Paso de Calais.

## Composición
El cantón estaba formado por veintitrés comunas:
- Aix-en-Issart
- Beaurainville
- Boisjean
- Boubers-lès-Hesmond
- Brimeux
- Buire-le-Sec
- Campagne-lès-Hesdin
- Douriez
- Gouy-Saint-André
- Hesmond
- Lespinoy
- Loison-sur-Créquoise
- Maintenay
- Marant
- Marenla
- Maresquel-Ecquemicourt
- Marles-sur-Canche
- Offin
- Roussent
- Saint-Denœux
- Saint-Rémy-au-Bois
- Saulchoy
- Sempy

## Supresión del cantón de Campagne-lès-Hesdin
En aplicación del Decreto nº 2014-233 de 24 de febrero de 2014, el cantón de Campagne-lès-Hesdin fue suprimido el 22 de marzo de 2015 y sus 23 comunas pasaron a formar parte del nuevo cantón de Auxi-le-Château.